# Terrence Ross
Pour les articles homonymes, voir Ross.
Terrence James Elijah Ross , né le 5 février 1991 à Portland dans l'Oregon aux États-Unis, est un joueur américain de basket-ball évoluant aux postes d'arrière et d'ailier. Il mesure 1,98 m.

## Carrière

### Raptors de Toronto (2012-2017)

#### Saison 2012-2013
Le 28 juin 2012, il est choisi en 8e position de la draft 2012 de la NBA par les Raptors de Toronto après deux saisons universitaires avec les Huskies de Washington.
Le 10 juillet 2012, il signe son contrat rookie avec les Raptors.
Le 2 janvier 2013, Ross réalise son meilleur match de la saison avec 26 points dont six paniers à trois points lors de la victoire 102 à 79 contre les Trail Blazers de Portland.
Le 16 février 2013, lors du NBA All-Star Game 2013, il remporte le Slam Dunk Contest face au tenant du titre Jeremy Evans, recevant 58 % des votes du public au deuxième tour.

#### Saison 2013-2014
Le 24 octobre 2013, les Raptors exercent leur option sur la troisième année du contrat rookie de Ross, le prolongeant jusqu'à la fin de saison NBA 2014-2015.
Le 25 janvier 2014, il réalise son meilleur match en NBA en marquant 51 points dont dix tirs à trois points contre les Clippers de Los Angeles et égale le record de points sur un match par un joueur des Raptors détenu par Vince Carter. À ce moment, Ross a une moyenne de 9,3 points par match, devenant le premier joueur NBA à marquer au moins 50 points dans un match en ayant une moyenne de points inférieure à dix par match.

#### Saison 2014-2015
Le 13 octobre 2014, les Raptors exercent leur option sur la quatrième année du contrat rookie de Ross, le prolongeant jusqu'à la fin de saison NBA 2015-2016.
Le 4 février 2015, il réalise son meilleur match de la saison en marquant 23 points dont cinq tirs à trois points lors de la défaite chez les Nets de Brooklyn.
À la fin de la saison, il se fait opérer de la cheville gauche pour enlever des petits bouts d’os.

#### Saison 2015-2016
Le 2 novembre 2015, Ross signe une extension de contrat de 33 millions de dollars sur trois ans avec les Raptors. Ross a seulement des moyennes de 6,3 points en 17,5 minutes sur les sept premiers matches de la saison, en étant remplaçant durant ces sept rencontres.
Puis, il manque six rencontres en raison d'une blessure au pouce gauche. Il revient sur les parquets le 20 novembre et marque huit points lors de la victoire 102 à 91 contre les Lakers de Los Angeles. Il est titularisé pour la première fois de la saison le 7 décembre, aussi contre les Lakers, où il marque 22 points, son record de la saison, à la place de DeMarre Carroll, blessé.
Le 28 février 2016, il bat de nouveau son record de points de la saison avec 27 unités lors de la défaite 114 à 101 chez les Pistons de Détroit. Le 30 mars, il marque 13 points lors de la victoire 105 à 97 contre les Hawks d'Atlanta, aidant les Raptors à remporter sa cinquantième victoire de la saison pour la première fois dans l'histoire de la franchise. Lors du dernier match de la saison, le 13 avril, Ross réalise son premier double-double de la saison avec 24 points et 10 rebonds, en étant remplaçant lors de la victoire 103 à 96 contre les Nets de Brooklyn.
Les Raptors terminent la saison régulière à la deuxième position de la conférence Est avec un bilan de 56 victoires et 26 défaites. Après avoir battu les Pacers de l'Indiana 4 matches à 3 au premier tour des playoffs, les Raptors accèdent au second tour des playoffs pour la première fois depuis 2001. Au premier match de la demi-finale de conférence contre le Heat de Miami, Ross établit son record de points en playoffs avec 19 unités lors de la défaite 102 à 96. Les Raptors battent le Heat en sept matches mais se font éliminer en finale de conférence contre les Cavaliers de Cleveland 4 matches à 2.

### Magic d'Orlando
Ross quitte le Magic en février 2023.

### Suns de Phoenix
Le 15 février 2023, libre, il s'engage avec les Suns de Phoenix.
Aucun club NBA ne recrute Ross à l'intersaison et ce dernier annonce en décembre 2023 prendre sa retraite sportive.

## Palmarès
- Vainqueur du NBA Slam Dunk Contest 2013
- First-team All-Pac-12 (2012)

## Statistiques

### Universitaires
| Saison    | Équipe     | Matchs | Titul. | Min./m | % Tir | % 3pts | % LF | Rbds/m. | Pass/m. | Int/m. | Ctr/m. | Pts/m. |
| --------- | ---------- | ------ | ------ | ------ | ----- | ------ | ---- | ------- | ------- | ------ | ------ | ------ |
| 2010-2011 | Washington | 34     | 4      | 17,4   | 44,3  | 35,2   | 75,8 | 2,82    | 0,97    | 0,56   | 0,35   | 8,03   |
| 2011-2012 | Washington | 35     | 35     | 31,1   | 45,7  | 37,1   | 77,4 | 6,43    | 1,40    | 1,26   | 0,94   | 16,40  |
| Total     | Total      | 69     | 39     | 24,4   | 45,3  | 36,4   | 77,0 | 4,65    | 1,19    | 0,91   | 0,65   | 12,28  |

### Professionnelles

#### Saison régulière
| Saison    | Équipe  | Matchs | Titul. | Min./m | % Tir | % 3pts | % LF | Rbds/m. | Pass/m. | Int/m. | Ctr/m. | Pts/m. |
| --------- | ------- | ------ | ------ | ------ | ----- | ------ | ---- | ------- | ------- | ------ | ------ | ------ |
| 2012-2013 | Toronto | 73     | 2      | 17,0   | 40,6  | 33,0   | 71,4 | 1,97    | 0,73    | 0,59   | 0,19   | 6,40   |
| 2013-2014 | Toronto | 81     | 62     | 26,7   | 42,3  | 39,5   | 83,7 | 3,11    | 0,98    | 0,79   | 0,33   | 10,85  |
| 2014-2015 | Toronto | 82     | 61     | 25,5   | 41,0  | 37,2   | 78,6 | 2,76    | 1,05    | 0,65   | 0,30   | 9,84   |
| 2015-2016 | Toronto | 73     | 7      | 23,9   | 43,1  | 38,8   | 79,0 | 2,53    | 0,77    | 0,74   | 0,34   | 9,86   |
| 2016-2017 | Toronto | 54     | 0      | 22,3   | 44,1  | 37,5   | 82,0 | 2,57    | 0,83    | 1,00   | 0,37   | 10,35  |
| 2016-2017 | Orlando | 24     | 24     | 31,2   | 43,1  | 34,1   | 85,2 | 2,83    | 1,79    | 1,42   | 0,54   | 12,46  |
| 2017-2018 | Orlando | 24     | 20     | 25,0   | 39,8  | 32,3   | 75,0 | 3,04    | 1,58    | 1,12   | 0,46   | 8,71   |
| 2018-2019 | Orlando | 81     | 0      | 26,5   | 42,8  | 38,3   | 87,5 | 3,46    | 1,67    | 0,89   | 0,36   | 15,10  |
| 2019-2020 | Orlando | 69     | 0      | 27,4   | 40,3  | 35,1   | 85,3 | 3,22    | 1,19    | 1,12   | 0,35   | 14,72  |
| 2020-2021 | Orlando | 46     | 2      | 29,3   | 41,2  | 33,7   | 87,0 | 3,43    | 2,35    | 1,02   | 0,46   | 15,59  |
| 2021-2022 | Orlando | 63     | 0      | 23,0   | 39,7  | 29,2   | 86,2 | 2,56    | 1,84    | 0,44   | 0,19   | 9,98   |
| Total     | Total   | 670    | 178    | 24,8   | 41,7  | 36,1   | 83,9 | 2,85    | 1,26    | 0,82   | 0,33   | 11,23  |

Mise à jour le 13 avril 2022

#### Playoffs
| Saison | Équipe  | Matchs | Titul. | Min./m | % Tir | % 3pts | % LF | Rbds/m. | Pass/m. | Int/m. | Ctr/m. | Pts/m. |
| ------ | ------- | ------ | ------ | ------ | ----- | ------ | ---- | ------- | ------- | ------ | ------ | ------ |
| 2014   | Toronto | 7      | 7      | 22,5   | 29,8  | 16,7   | 60,0 | 2,00    | 0,29    | 0,86   | 0,43   | 5,00   |
| 2015   | Toronto | 4      | 4      | 26,7   | 37,9  | 33,3   | 0,0  | 1,50    | 1,00    | 0,75   | 1,00   | 7,00   |
| 2016   | Toronto | 20     | 0      | 16,8   | 38,3  | 32,3   | 65,0 | 1,60    | 0,55    | 0,65   | 0,25   | 6,30   |
| 2019   | Orlando | 5      | 0      | 29,2   | 37,0  | 34,3   | 82,4 | 3,60    | 1,40    | 1,20   | 0,40   | 13,20  |
| 2020   | Orlando | 5      | 0      | 27,0   | 46,9  | 33,3   | 85,7 | 4,40    | 1,00    | 0,80   | 0,20   | 16,40  |
| Total  | Total   | 41     | 11     | 21,5   | 38,7  | 31,0   | 75,0 | 2,24    | 0,71    | 0,78   | 0,37   | 8,22   |

## Records sur une rencontre en NBA
Les records personnels de Terrence Ross en NBA sont les suivants, :
| Type de statistique        | Saison régulière | Saison régulière          | Saison régulière | Playoffs | Playoffs             | Playoffs      |
| Type de statistique        | Record           | Adversaire                | Date             | Record   | Adversaire           | Date          |
| -------------------------- | ---------------- | ------------------------- | ---------------- | -------- | -------------------- | ------------- |
| Points                     | 51               | Clippers de Los Angeles   | 25 janvier 2014  | 24       | Raptors de Toronto   | 19 avril 2019 |
| Paniers marqués            | 16               | Clippers de Los Angeles   | 25 janvier 2014  | 8        | 2 fois               | 2 fois        |
| Paniers tentés             | 29               | Clippers de Los Angeles   | 25 janvier 2014  | 17       | Raptors de Toronto   | 19 avril 2019 |
| Paniers à 3 points réussis | 10               | Clippers de Los Angeles   | 25 janvier 2014  | 5        | Raptors de Toronto   | 19 avril 2019 |
| Paniers à 3 points tentés  | 17               | Clippers de Los Angeles   | 25 janvier 2014  | 13       | Raptors de Toronto   | 19 avril 2019 |
| Lancers francs réussis     | 13               | @ Clippers de Los Angeles | 11 décembre 2021 | 6        | Bucks de Milwaukee   | 24 août 2020  |
| Lancers francs tentés      | 13               | @ Clippers de Los Angeles | 11 décembre 2021 | 6        | Bucks de Milwaukee   | 24 août 2020  |
| Rebonds offensifs          | 4                | Mavericks de Dallas       | 14 décembre 2012 | 1        | 7 fois               | 7 fois        |
| Rebonds défensifs          | 9                | Rockets de Houston        | 2 avril 2014     | 7        | Bucks de Milwaukee   | 24 août 2020  |
| Rebonds totaux             | 10               | @ Nets de Brooklyn        | 13 avril 2016    | 8        | Bucks de Milwaukee   | 24 août 2020  |
| Passes décisives           | 8                | Hawks d'Atlanta           | 15 décembre 2021 | 3        | Raptors de Toronto   | 21 avril 2019 |
| Interceptions              | 4                | 8 fois                    | 8 fois           | 2        | 6 fois               | 6 fois        |
| Contres                    | 4                | 2 fois                    | 2 fois           | 2        | 3 fois               | 3 fois        |
| Balles perdues             | 5                | 3 fois                    | 3 fois           | 4        | @ Heat de Miami      | 7 mai 2016    |
| Minutes jouées             | 45               | Thunder d'Oklahoma City   | 29 mars 2017     | 32       | @ Raptors de Toronto | 23 avril 2019 |

- Double-double : 1
- Triple-double : 0

Dernière mise à jour : 18 août 2022